# Pygmaena canitiaria
Pygmaena canitiaria är en fjärilsart som beskrevs av Freyer 1830. Pygmaena canitiaria ingår i släktet Pygmaena och familjen mätare. Inga underarter finns listade.